# گمباز
گمباز (به انگلیسی: Gumbaz) یک منطقهٔ مسکونی در پاکستان است که در خیبر پختونخوا واقع شده‌است. گمباز ۱٬۵۹۸ متر بالاتر از سطح دریا واقع شده‌است.